# 阿兒渾
阿爾根，又名阿兒渾，是哈薩克族的族源之一，中玉茲六個部落之一。喀喇汗王朝學者喀什噶里將阿爾根描述為“兩座山之間的峽谷”，因為阿爾根部位於塔拉茲和八剌沙袞之間。

## 歷史
阿爾根是混合起源的民族，一般認為他們是拔悉密和葛邏祿的謀落部的混種。
他們是很多突厥民族中的組成部分，也是中帳人口最多的部落，在克里米亞汗國和喀山汗國勢力極大。
在2016年人口有210萬。

## 資料來源
元代回族史稿